# Filipovský pramen
Filipovský pramen je hlavní pramenný zdroj řeky Chrudimky s přírodním vývěrem podzemní vody na zemský povrch přibližně v nadmořské výšce 705 m na okraji lesní lokality Humperky v krajinné oblasti Železných hor, v rámci administrativně správním na katastrálním území obce Krouna v okrese Chrudim náležejícím do Pardubického kraje v České republice.
Vodní pramen se objevuje na zemském povrchu přibližně 750 m severozápadně od nejvyššího vrcholu Železných hor se zeměpisným jménem (oronymum) U oběšeného (738 m) a s místním názvem Na panenkách, z hlediska regionálního členění georeliéfu Česka v geomorfologickém okrsku Kameničská vrchovina, který je součástí Sečské vrchoviny v jihovýchodní části pohoří Železných hor.
Geologické podloží lokality tvoří horniny dvojslídný migmatit až ortorula svrateckého krystalinika, prameniště je součástí chráněného území akumulace podzemních vod v chráněné krajinné oblasti Žďárské vrchy, v jejímž rámci činí délka vodního toku 27,9 km od Filipovského pramene po městys Trhová Kamenice. Filipovský pramen je také výchozím místem vlastivědné stezky Krajem Chrudimky.
Pramenná zdrojnice řeky Chrudimky stéká od Filipovského pramene po severozápadním úbočí vrcholu U oběšeného lesním prostorem ve směru vesničky Filipov, od ní název pramene Filipovský. Filipovský pramen je jedním z více pramenných zdrojů rozsáhlého prameniště v oblasti obce Kameničky, především nad jejími sídelními lokalitami Ovčín a Filipov. Z pohledu hydrologie je nevýznamnějším a také nejvýše položeným pramenným zdrojem řeky, jejíž zeměpisné jméno je odvozené od města Chrudim, kterým protéká v dolním toku. Název řeky Chrudimka se začal užívat v průběhu 17. století.

## Historie

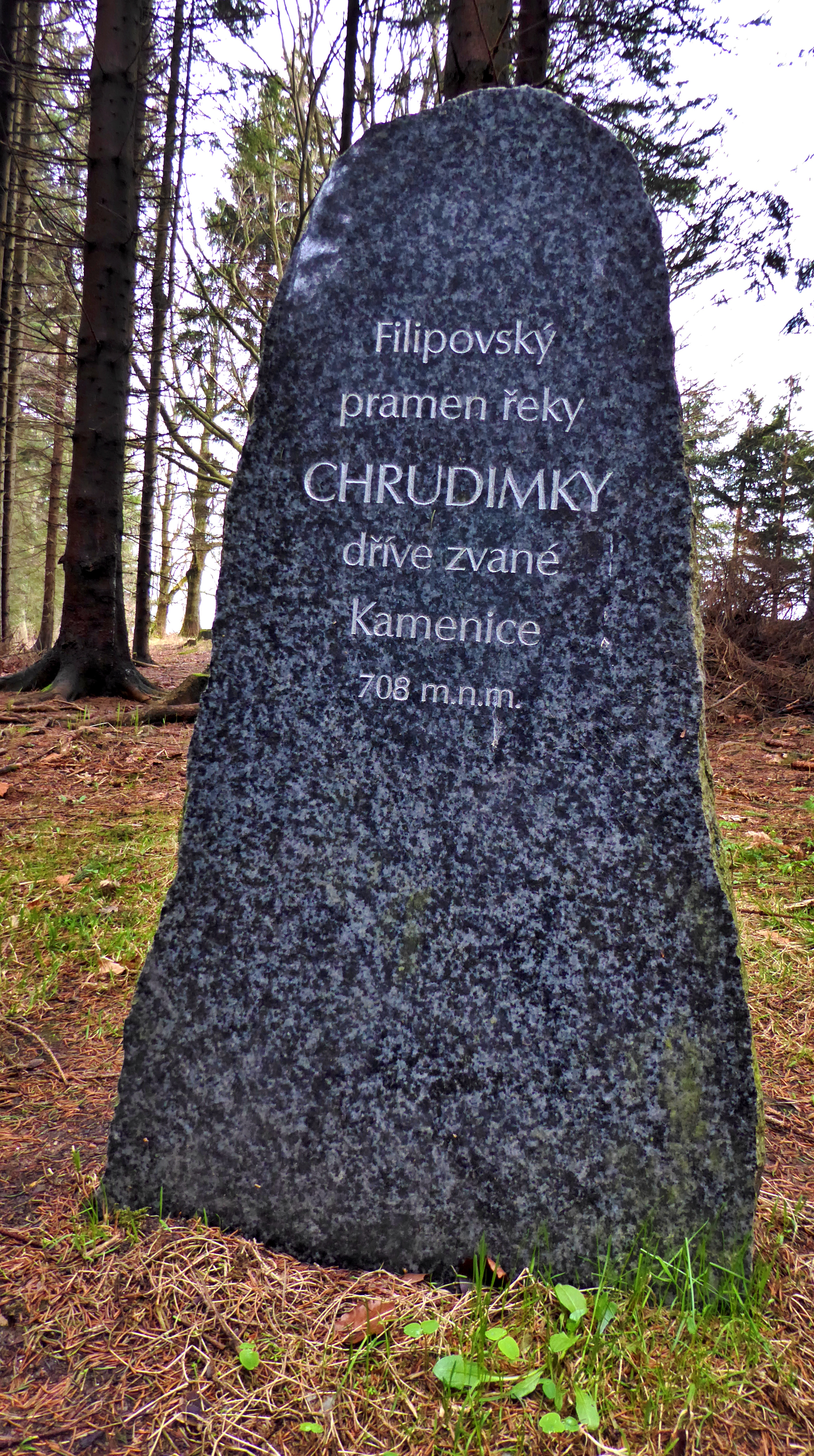
Žulový obelisk nad Filipovským pramenem řeky Chrudimky

Chrudimka byla dříve nazývaná Kamenice, údajně podle kamenitého koryta a v oblasti kolem dnešní vodní nádrže Seč, podle ostrého ohybu řeky, také jako Ohebka. Ohyb řeky je zřejmý v průběhu vodní nádrže pod skalním ostrohem v přírodní rezervaci Oheb a zříceninou hradu Oheb. Řeka výrazně změnila tok do směru současné hydrogeografické osy na základě probíhajících změn v georeliéfu, v důsledku zdvihu zemského povrchu na železnohorské tektonické linii v období kenozoika. 
Filipovský pramen a jeho okolí bylo v roce 1973 upraveno žáky středního odborného učiliště bývalého národního podniku Transporta Chrudim. Vývěr podzemní vody byl ohraničen kameny, v délce několika metrů vytvořena struha pro vodní tok a využito několik pahýlů stromů pro odpočívadlo s improvizovaným stolkem. Nad pramenem byl osazen žulový obelisk s nápisem: „Filipovský pramen řeky Chrudimky dříve zvané Kamenice 708 m n. m.“
Přesné zaměření Filipovského pramene řeky Chrudimky v nadmořské výšce 704,68 m uvedl Výzkumný ústav vodohospodářský T. G. Masaryka, veřejná výzkumná instituce, v rámci projektu 100 nejdelších vodních toků ČR.
Od roku 1973 je Filipovský pramen výchozím bodem vlastivědné stezky Krajem Chrudimky a od roku 1983 se stal cílem každoročního setkání turistů v závěru roku (34. ročník v roce 2017) organizovaného Klubem českých turistů v Hlinsku pod názvem Silvestr na Chrudimce.

## Zdrojnice v horním toku Chrudimky
Zdrojnice řeky Chrudimky se nacházejí v chráněné oblasti přirozené akumulace vod s názvem Žďárské vrchy, územní vymezení je shodné s chráněnou krajinnou oblastí Žďárské vrchy.
V průběhu vodního toku na několika stovkách metrů od Filipovského pramene v lesní lokalitě Humperky, ve svahu nad Filipovem, ústí do hlavní – pramenné zdrojnice několik dalších. Jeden z vydatnějších pramenů přibližně v nadmořské výšce 680 m měl ve 20. století vybudováno zastřešení v podobě lesní studánky. Levostranným přítokem hlavní zdrojnice v oblasti Filipova je také málo vydatná vodoteč, pramenící v sídelní lokalitě Paseky, části obce Chlumětín. Pramen nazvaný Na Pasekách vyvěrá v nadmořské výšce 704 m ve vzdálenosti 540 m jihozápadně (250°) od Filipovského pramene.

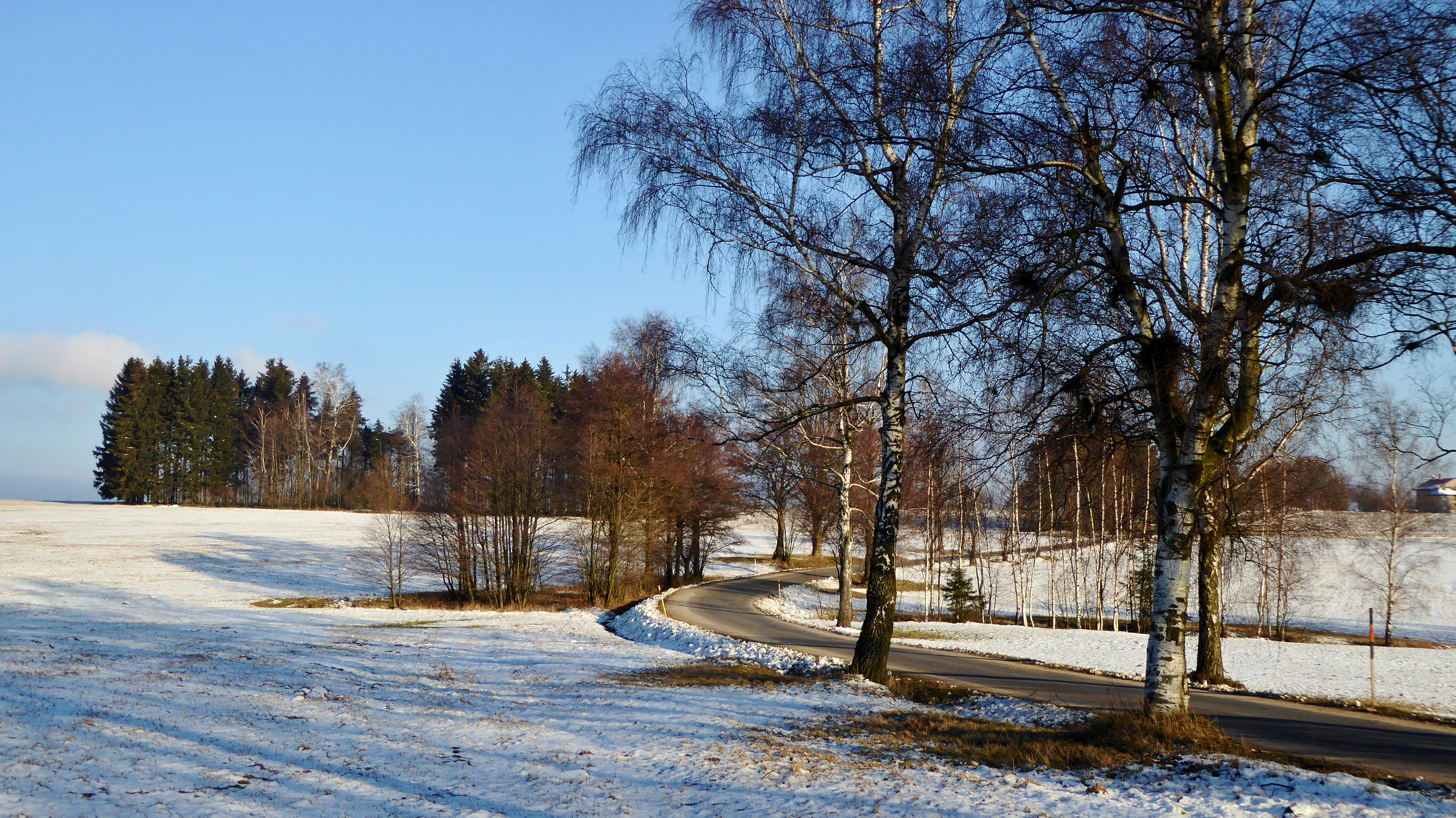
Prameniště zdrojnice pod Dědovou, resp. nad sídelní lokalitou Ovčín (Kameničky); vpravo od silnice začátek evropsky významné lokality s názvem Údolí Chrudimky

Zdrojnice řeky pramení i nad sídelní lokalitou Ovčín v obci Kameničky, pod vyvýšeninou Na kopci (681 m). Pramen nazvaný Chrudimka se nachází v blízkosti silnice Kameničky – Dědová. Strouha vytvořená vodním tokem byla ve 20. století v rámci meliorace vlhkých luk zatrubněna. Od silnice k Filipovu pokračuje v otevřeném korytu, do kterého z prostoru pramenné sníženiny v lokalitě přírodní památky Bahna ústí průtokem vydatnější zdrojnice (levostranný přítok). V údolí pod Filipovem spojuje vody s hlavní zdrojnicí od Filipovského pramene.
Vodní tok zdrojnice od Dědové k soutoku s pramennou zdrojnicí pod Filipovem a dále v průtoku k mostu silnice III/3438 (úsek Hamry – Vortová) je součástí evropsky významné lokality s názvem Údolí Chrudimky.

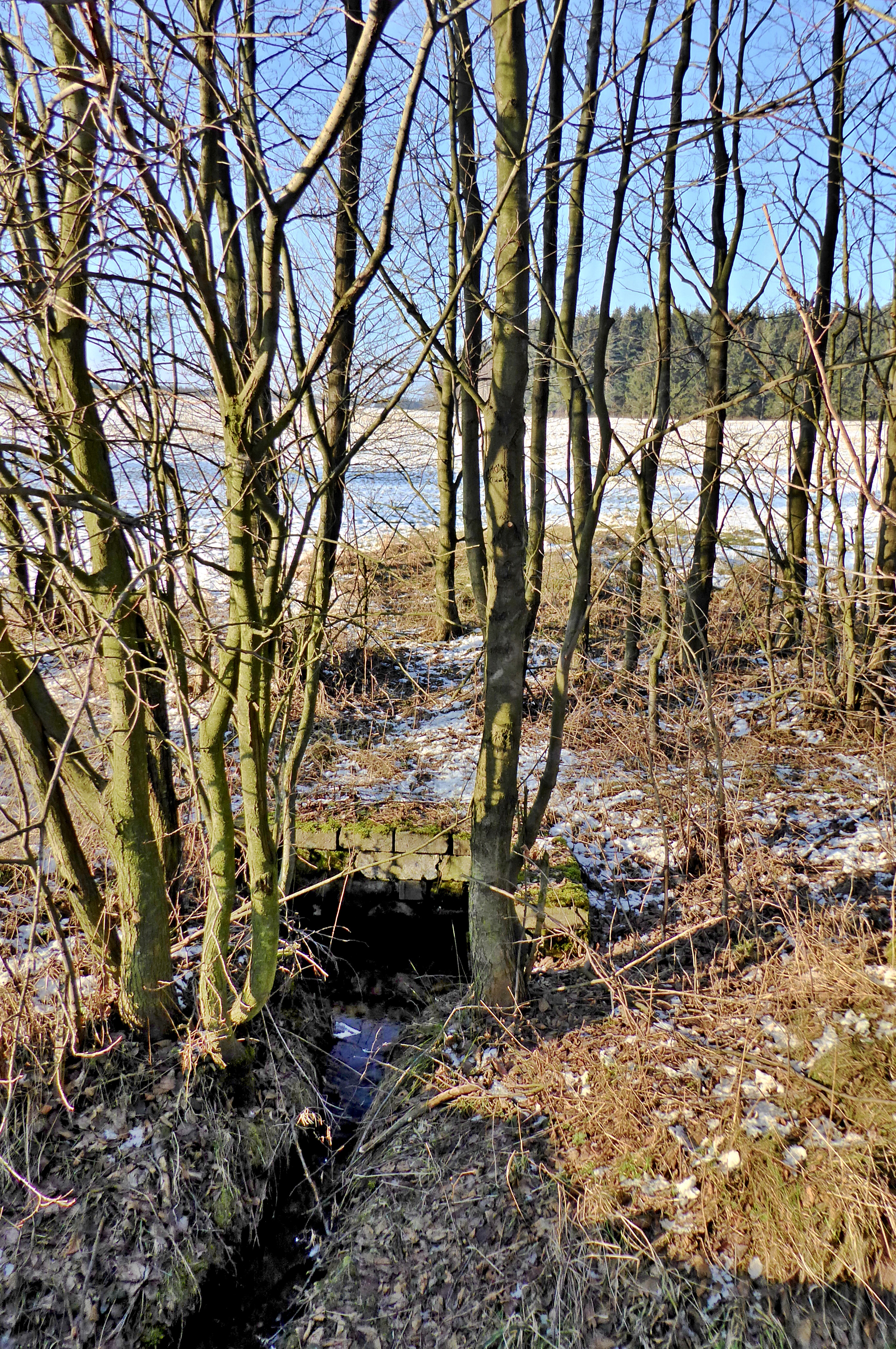
Zdrojnice Chrudimky upravená melioracemi ve 20. století, nejvýše položené místo (665 m) u silnice pod obcí Dědová

V Kameničkách, v lokalitě V rybnících, přibírá Chrudimka vodu z další zdrojnice, přibližně v říčním km 103,7 v prostoru mokřadů pod přírodní památkou Louky v Jeníkově. Tvoří ji pravostranný přítok, Jeníkovský potok, pramenící pod vrcholem sedla (678 m) mezi vrchem Pešava (697 m) a vyvýšeninou Na kopci (681 m). Do koryta Chrudimky se stahuje voda také strouhou (bezejmenný levostranný přítok) z mokřadních luk v přírodní rezervaci Volákův kopec.
Kuželovitý vrch U oběšeného, vzdálený přibližně 750 m na jihovýchod (132°) od Filipovského pramene, leží na hlavním evropském rozvodí, dělí úmoří Severního (Chrudimka) a Černého moře (Svratka). Vrcholem prochází orografická rozvodnice prameniště potoka Brodek v povodí řeky Svratky a orografická rozvodnice s nejvyšším bodem v dílčím povodí s prameništěm řeky Chrudimky, také řeky Krounky a Chlumětínského potoka.
Chlumětínský potok, uváděný jako zdrojnice řeky Chrudimky, pramení přibližně 350 m od vrcholu na jihozápad, na katastrálním území obce Svratouch. Vodou napájí rybník Krejcar nedaleko stejnojmenné sídelní lokality, částí obce Chlumětín, podle které byl potok pojmenován. Od rybníka Krejcar vede koryto Chlumětínského potoka (dle základní mapy Česka), zaústěné v obci Kameničky do rybníka Groš, který je průtočný řekou Chrudimkou (rybník přibližně 4,7 km po vodním toku od Filipovského pramene).
Vydatnější průtokem jsou však svodnice Chlumětínského potoka do rybníka Krejcar a jeho obtokového koryta, v lesní lokalitě pod rybníkem dochází k soutoku vodotečí a dle základní mapy Česka jsou přítokem Krejcarského potoka. Podle evidence rozvodnic Českého hydrometeorologického ústavu náleží Krejcarský potok do povodí vodnatějšího Chlumětínského potoka. Do Chrudimky přitéká vodní tok v lokalitě luční nivy Lány s několika vodotečemi v oblasti mokřadů, místo je nejnižším bodem orografické rozvodnice dílčího povodí s prameništěm Chrudimky (luční niva Lány informačním stanovištěm č. 4 vlastivědné stezky Krajem Chrudimky).
K vodním zdrojům horního toku řeky Chrudimky náleží dva potoky s vydatnějším průtokem v krajinné oblasti Žďárských vrchů, s vývěrem v geomorfologickém okrsku Devítiskalská vrchovina. Prvním po směru toku Chrudimky je pod Vortovským vrchem (704 m) pramenící Krejcarský potok (dle základní mapy Česka levostranný přítok Chrudimky, v evidenci rozvodnic v dílčím povodí Chlumětínského potoka). Druhým potokem přitékajícím z oblasti Hornosvratecké vrchoviny je Vortovský potok s nejvýše položeným prameništěm v povodí Chrudimky. Vortovský potok pramení pod vrcholem sedla (688 m) mezi vrchy Šindelný (806 m, nejvyšší bod orografické rozvodnice povodí Chrudimky) a Otrok (717 m), přibližně 1 km jižně od lokality s místním jménem Mariánská Huť, součásti obce Herálec. Vortovský potok ústí do Chrudimky jako levostranný přítok na začátku vzdutí vodní nádrže Hamry.